# ゆべし
ゆべし（柚餅子）とは、柚子ないしクルミを用いた加工食品あるいは和菓子の一種。

## 概要
源平の時代に生まれたとも伝えられる。菓子というよりも保存食・携帯食に近いものだったとされ、時代とともに現在のような菓子へ変化したといわれている。現在では珍味に分類されるものと、和菓子の一種（蒸し菓子や餅菓子など）に分類されるもの、その他のものに分けられる。また江戸時代には、徳川家にも献じるなどの献上品として扱われることもあった。
全国各地で様々な形状・味のゆべしが存在している。製造法も異なり、千差万別である。

## 珍味のゆべし

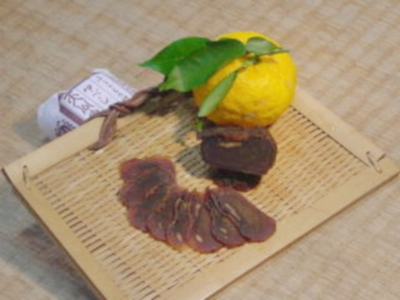
長野県天龍村のゆべし
中身をくり抜いた柚子に練り味噌を詰めて蒸し、数か月間自然乾燥させた伝統的保存食。餅菓子のゆべしとは別物である。

柚子の実の上部を切り取った後、中身をくり抜き、この中に味噌、山椒、胡桃などを詰めて、切り取った上部で蓋をする。そして、これに藁等を巻いて日陰で1か月から半年ほど乾燥させる。食べる際には藁を外して適宜に切り分け酒の肴やご飯の副食物として用いる。古来からある料理で、江戸時代の料理書『料理物語』には酒肴としてゆべしの製法が記されている。奈良県の十津川ゆべしがこの製法を残している。

## 和菓子のゆべし

### くるみゆべし

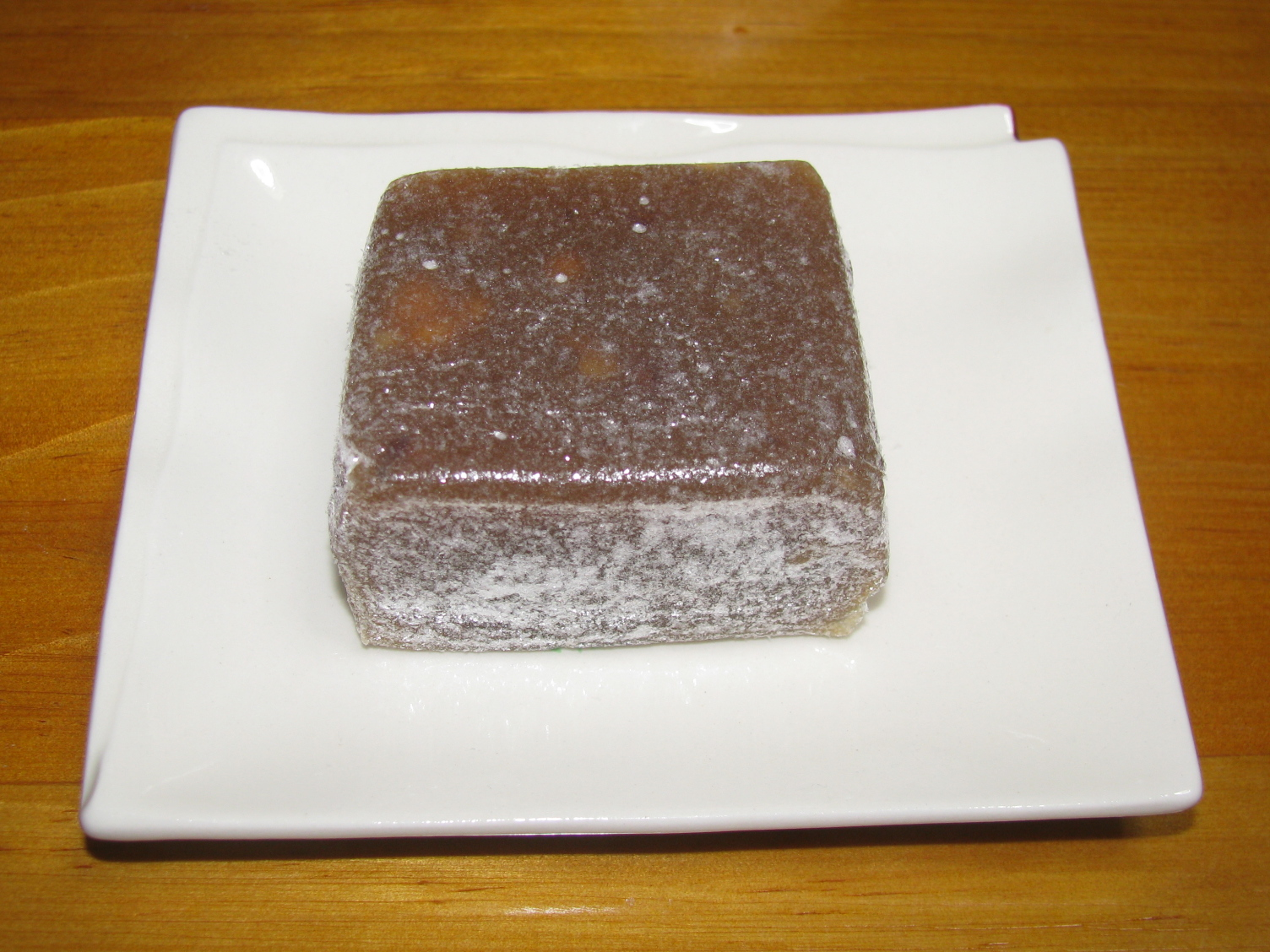
宮城県のくるみゆべし

東北・北関東近辺のゆべしは、主に西日本で主流とされる柚子の菓子ではなくクルミの餅菓子となっている。柚子の産地から距離があり材料として使われにくかったため、材料として入手しやすかったクルミを入れる。江戸時代以前、クルミは貴重な蛋白源と脂肪分だった。クルミの物はその油脂分から油餅子とも表現されることがある。
またそれとは別に宮城では柚子を練り込んだ柚餅子やずんだを練り込んだものも販売されている。
味付けは醤油、または赤味噌をさらに発酵させた黒味噌などがメインで砂糖や黒砂糖、古くは水飴の甘みにより甘いものになっている。
主に3種類に分類される。
- 棒型・四角型

東北から北関東にかけて棒状の「くるみゆべし」や「胡麻ゆべし」を切ったものが食される。
- 三角型

餡をゆべし生地で包んだ、三角の饅頭型ものが広く知られている。福島県で単に「ゆべし」と言うと、こちらを指す場合が多い。
- 小判型

三角型同様に福島県内で見られる形状で波打った円形状のゆべしにクルミなどが乗せてある。
- その他

例外として、福島県奥会津地方では20×5cmほどのかまぼこ型にさい箸などで二本の筋を整形し、山椒の皮の粉末の入った餅菓子である。
製法としてはきりせんしょと同じで、もち米粉に砂糖と山椒の実の皮の粉末を混ぜ、練ったものを蒸して作る。岩手方面のきりせんしょからの派生、名称の混交と思われる。

### 丸柚餅子
柚子の実の上部を切り取り、そこから中身をくり抜いて柚釜を作り、そこに柚子皮、餅米粉、砂糖などを混ぜたものを入れて蒸したもの。

### 備中のゆべし
岡山県の旧備中国は柚子の産地であったため、高梁市と矢掛町で江戸時代から地元産の柚子を用いたゆべしが製造されている。
岡山県のゆべしは形状が様々なのが特徴である。高梁のゆべしには薄い平板状のもの、薄い棒状・紐状のものを結んである形のもの、サイコロ状のもの、また上述の丸ゆべしなどがあり、矢掛のゆべしには羊羹を用いて丸ゆべしに類似した形状のもののほか、紐状のものを結んだ形のもの、上述の竹皮ゆべし（棒ゆべし）や丸ゆべしなどがある。

#### 高梁のゆべし
柚子、もち米粉、水飴、砂糖などを用いて製造され、餅のように柔らかくモチモチとした食感である。表面には砂糖がまぶしてあり、薄黄色・白っぽい色をしている。土産菓子としてだけでなく、地元では健康食品としても親しまれている。
かつて備中松山城下に居住した小堀遠州が考案したとされる。現在も県内産、特に高梁市内産の柚子が使用される。
派生として味噌風味の「味噌ゆべし」などもある。また、同地には「ゆねり（柚練）」という柚子製品も存在する。

#### 矢掛のゆべし
柚子のヘタ付近を切り、中をくりぬき、その中に柚子風味の羊羹を練り込んで蒸した独自のもので、丸ゆべしに類似している。
羊羹の代わりに餡などを入れる等、現代風にアレンジした派生品も存在する。他にも高梁風のゆべしや味噌ゆべしなども製造されている。
江戸時代から名物として知られ、矢掛は山陽道の中でも大きい宿場町だったため、銘菓として参勤交代の大名達にも好まれ、同地に宿泊した天璋院（篤姫）も好み大量に食した（竹皮ゆべし）という旨が、岡山県立博物館で発見された宿帳記録に記載されていた。他にも作家の武者小路実篤も好んだ（丸ゆべし）という。
矢掛は高梁に比べると規模の小さな町であり、以前は多くのゆべし製造菓子店が存在していたが現在は数店舗のみの営業である。
しかしながら、様々な形のゆべしがあり、独自のゆべし文化が根付いている。

### 棒ゆべし（竹皮ゆべし）
柚子の皮を刻んだものともち米粉、上新粉、白味噌、醤油、砂糖などを混ぜて蒸し、竹の皮に包んだもの。棒ゆべしの代表的な産地には愛媛県西条市がある。

## その他のゆべし

### 香り付けとしてのゆべし
求肥や羊羹に柚子の香りをつけたものを「ゆべし」と称する場合もある。

### 柚子の皮の佃煮のゆべし
柚子の皮を調味料と一緒にじっくり煮詰めたもので、伝統的な郷土料理。調味料は、醤油や胡椒、砂糖や塩など味によって様々である。ご飯やお茶漬けのおかずとして食べたりする。
主な特産地は徳島県や長崎県壱岐市など。
長崎県の壱岐では、柚子の皮だけを煮たものをゆべしと呼び、薬味として用いる。
一般的な家伝壱岐ゆべしの製法は、まず柚子の皮を薄く剥き、粉砕する。醤油を加え極弱火で加熱し1時間煮て、昆布の出汁と砂糖（柚子の皮2kgに対し三温糖10kgとザラメ1〜2kg）を加えさらに2時間煮る。仕上げに調味料を入れて30分ほど煮て完成する。